# САВАК
Служба інформації та безпеки країни, САВАК (перс. سازمان اطلاعات و امنیت کشور, трансліт. Sāzmān-e Ettelā'āt va Amniyat-e Keshvar, перс. ساواک) — іранська спецслужба часів правління шаха Мохаммеда Рези Пахлаві (1957—1979).

## Історія
Формування секретних поліцейських структур Ірану почалось за допомоги американських експертів і спеціалістів зі спецслужб 1955 року. Також до Ірану були відряджені фахівці з ізраїльського Моссаду.
Офіційно САВАК було засновано 20 березня 1957 року на підставі особливого закону шаха як організація, що мала збирати відомості про політичну опозицію до монархічного режиму династії Пахлаві, а також попереджати будь-які антидержавні дії.
Головними цілями організації було задекларовано:
- збирання необхідної інформації для захисту національної безпеки;
- попередження діяльності груп, ідеологія яких суперечить принципам конституції;
- попередження змов, спрямованих проти безпеки тощо.

З метою усунення представників опозиції співробітники САВАК реалізовували своєрідні «превентивні» заходи. Організовувались рейди до ймовірних місць зустрічі членів опозиційних груп і лівих партій. У разі виявлення в таких місцях осіб, що перебували в розшуку, вони без попередження знищувались.
Першим директором САВАК був генерал Теймур Бахтіяр. Він, як заможний землевласник, намагався попередити реформи «білої революції шаха й народу». 1961 року Бахтіяр був звільнений з посади за звинуваченням у підготовці державного перевороту, а 1962 — висланий з країни. 12 серпня 1970 року він був убитий в Іраку агентами колись очолюваної ним структури.
Наступний керівник САВАК — генерал Хассан Пакраван був звільнений 1965 року через «надто м'яке» ставлення до опозиції. Наступник Пакравана, Нематолла Нассірі був цілковито солідарний з жорстким політичним курсом шаха. 6 червня 1978 року, після 13 років керівництва САВАК, генерал Нассірі був усунутий від посади у зв'язку з революційними подіями в Ірані. Його замінив генерал Нассер Могадам.

## Структура
1970 року САВАК було структурно розділено на 9 основних Департаментів:
1. Адміністративний;
2. Зовнішньої розвідки;
3. Внутрішньої опозиції й закордонного студентства;
4. Забезпечення;
5. Технічний відділ;
6. Фінансовий;
7. Співробітництва з іноземними спецслужбами;
8. Контррозвідувальний;
9. Архів.

3 січня 1979 року новий уряд за дорученням шаха сформував Шапур Бахтіяр, який мав значний авторитет і був непримиренним противником династії Пахлаві. Вже 23 січня прем'єр-міністр своїм указом розпустив САВАК та обіцяв демократичні вибори, намагаючись такими методами остудити запал революціонерів.
У подальшому, протягом 1979—1981 років, багатьох керівників САВАК було страчено.